# Евстифеев, Александр Александрович
Александр Александрович Евстифеев (14 мая 1958, пгт Бреды, Брединский район, Челябинская область, РСФСР, СССР — 8 сентября 2024, Москва) — российский государственный деятель, глава Республики Марий Эл с 21 сентября 2017 по 10 мая 2022 года (временно исполняющий обязанности главы Республики Марий Эл с 6 апреля по 21 сентября 2017). Действительный государственный советник Российской Федерации 2-го класса (2001). Заслуженный юрист Российской Федерации, доктор юридических наук (1999).

## Биография
Родился 14 мая 1958 года в посёлке Бреды Челябинской области и был младшим из четырёх детей. Его отец работал инкассатором в Госбанке СССР, мать — медсестрой. Окончив школу, Евстифеев проработал год в управлении автомобильных дорог Челябинской области, потом поступил в Свердловский юридический институт, который окончил в 1980 году. В 1984 году он окончил аспирантуру, защитил кандидатскую диссертацию на тему «Право авторства в сфере отношений изобретательского творчества». В 1999 году в Уральской государственной юридической академии защитил диссертацию на тему «Становление российского патентного права» и стал доктором юридических наук. В 2004 году с отличием окончил Финансовую академию при правительстве РФ (квалификация — экономист, специализация «Финансы и кредит»).
В 1980—2000 годах Евстифеев работал в Свердловском юридическом институте (ныне Уральский государственный юридический университет) преподавателем, доцентом, профессором кафедры гражданского права, деканом следственного факультета, директором Института юстиции Уральской государственной юридической академии (ныне Институт юстиции Уральского государственного юридического университета). В 2000—2002 годах он занимал пост заместителя полномочного представителя президента РФ в Приволжском федеральном округе, координируя на этом посту приведение законов пятнадцати регионов в соответствие Конституции РФ и федеральному законодательству. С января 2002 по январь 2004 года являлся представителем администрации Ямало-Ненецкого АО в Совете Федерации, одновременно был председателем Комитета по правовым и судебным вопросам, входил в состав Комиссии по методологии реализации конституционных полномочий СФ.
В 2004—2012 годах Евстифеев снова работал по специальности: он был председателем Девятого арбитражного апелляционного суда, осуществляющего проверку судебных актов, принятых Арбитражным судом города Москвы, заместителем председателя высшей квалификационной коллегии судей. Был профессором кафедры международного частного права Саратовской государственной академии права (ныне — Саратовская государственная юридическая академия). 30 января 2014 года указом президента РФ Евстифеев был назначен председателем Арбитражного суда Московской области.
Был членом Совета при президенте РФ по кодификации и совершенствованию гражданского законодательства.
Умер 8 сентября 2024 года в возрасте 66 лет.

## Семья
Был женат, имел двое детей.

## Глава Республики Марий Эл

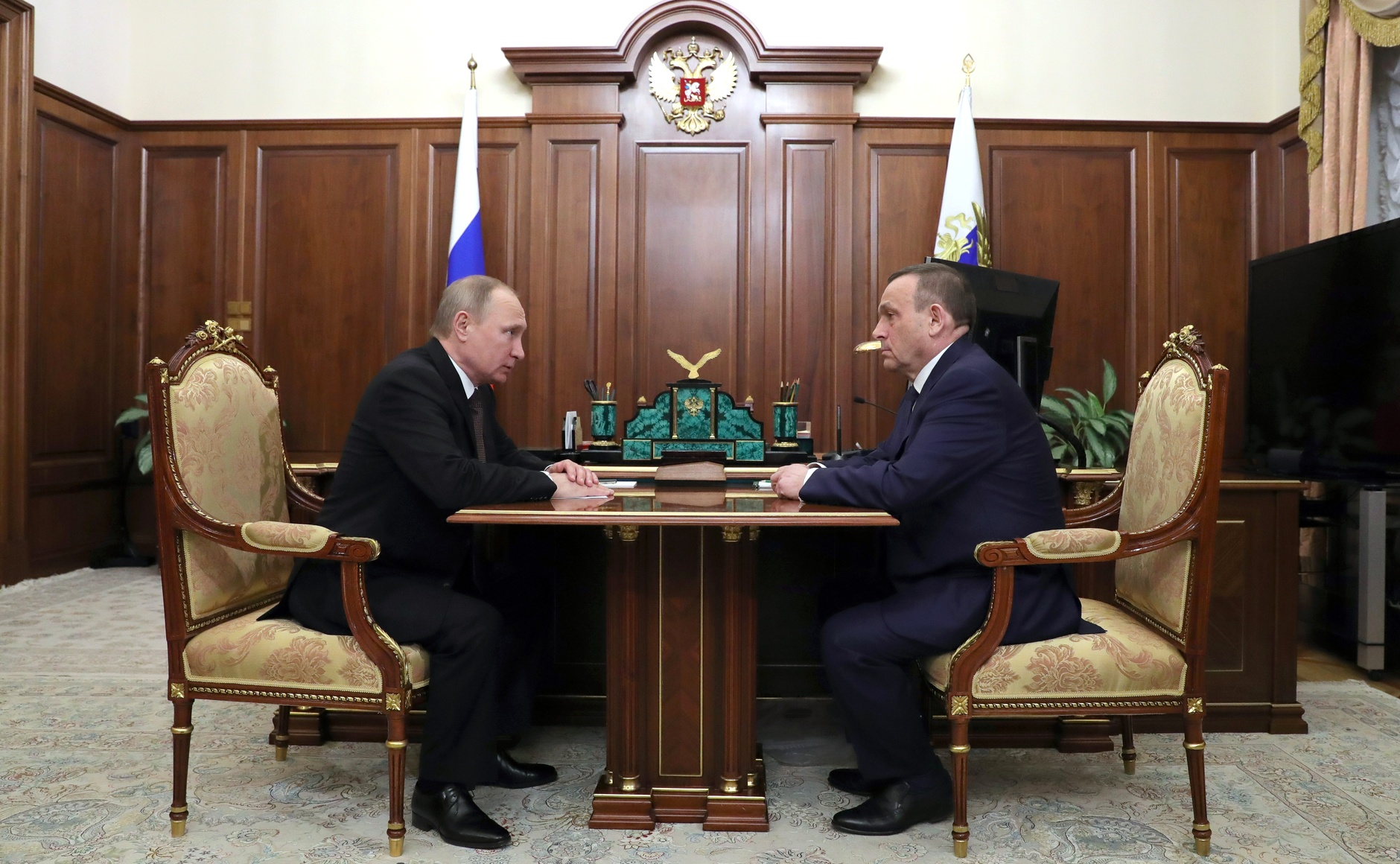
Владимир Путин и Александр Евстифеев. Москва, Кремль, 6 апреля 2017 года

6 апреля 2017 года президент России назначил Евстифеева временно исполняющим обязанности Главы Республики Марий Эл на время до выборов. Его предшественник Леонид Маркелов ушёл в отставку (формально — по собственному желанию) после шестнадцатилетнего правления.
19 мая 2017 года Евстифеев заявил о желании участвовать 10 сентября в выборах главы Республики Марий Эл. Формальное выдвижение его кандидатуры от «Единой России» произошло 13 июня, причём коммунисты решили поддержать врио. В результате на выборах Евстифеев набрал 88,27 процента голосов избирателей, одержав таким образом победу. 21 сентября он вступил в должность главы региона. Одновременно с 22 ноября 2017 по 18 июля 2018 Евстифеев был членом президиума Государственного совета Российской Федерации.
В последующие годы союз между главой региона и местными коммунистами был разорван. Уже в 2018 году депутаты от КПРФ отказались поддержать предложенный правительством проект бюджета-2019, и Евстифеев в ответ обвинил их в подрыве экономики региона. Впрочем, на выборах 2019 года в Госсобрание республики «Единая Россия» получила 71 % мандатов, сохранив таким образом за собой подавляющее большинство. В связи с этим Евстифеев сказал, что «нет никакой необходимости входить в какие-то договорённости с другими партиями или депутатами».
10 мая 2022 года подал в отставку, президент России Путин утвердил отставку. Депутаты Государственного Собрания Республики Марий Эл 26 июля 2022 года бывшему главе Марий Эл согласовали выплату выходного пособия в размере 2,5 млн рублей.

### Критика
Александра Евстифеева критиковали за отсутствие положительных изменений в регионе, за слабое выполнение «майских указов», за рост коммунальных тарифов, использование «варягов», рост коррупции.
Жалобы марийских многодетных матерей Путину и низкий уровень очередного послания главы региона, зачитанного перед Госсобранием привели к ухудшению позиций Евстифеева в рейтингах фонда «Петербургская политика» и Агентства политических и экономических коммуникаций.
В 2019 году начался сбор подписей под петицией с требованием отправить Евстифеева в отставку.

## Доходы
Общая сумма декларированного дохода за 2016 года составила 3 млн 817 тыс. руб., супруги — 522 тыс. руб.
За 2017 года составила 6 млн 161 тыс. руб., супруги — 548 тыс. руб. В 2018 году руководитель региона заработал 4,4 млн рублей.
Доход главы Марий Эл Александра Евстифеева за 2019 год составили 40,2 млн рублей. Доходы губернатора в 2020 году выросли до 84,7 млн рублей.
24 августа 2021 команда Алексея Навального рассказала о незадекларированном доходе Евстифеева более чем в 1 млрд рублей
В 2021 году доходы составили 5,3 млн рублей, супруги — 1,9 тыс. рублей.

## Награды
- Заслуженный юрист Российской Федерации (2001)[36]
- Орден Почёта (2007)[37]
- Медаль Анатолия Кони (2001)[5]
- Благодарность Президента Российской Федерации (30 декабря 2003) — за активное участие в законотворческой деятельности
- Благодарность Президента Российской Федерации (2006)[5]

## Классный чин
- Имел первый квалификационный класс судьи.
- Действительный государственный советник Российской Федерации 2 класса (2001)[38].

## Научная деятельность
Евстифеев опубликовал более 50 научных работ и книг, в том числе учебное пособие «Гражданско-правовое регулирование в сфере технического творчества» (1985), «Эволюция категории „предмет гражданско-правового регулирования“» (1992); «Основные категории российского патентного права» (1999).